# 新潟県立新潟高等学校
新潟県立新潟高等学校（にいがたけんりつ にいがたこうとうがっこう、英: Niigata Prefectural Niigata High School）は、新潟県新潟市中央区に所在する県立高等学校。
愛称は県高（けんたか）。

## 概要
1892年（明治25年）に開校した（旧制）新潟縣立新潟中學校を前身とする。
戦前、当時の新潟市内には旧制中学校が県立新潟中学校のみ存在していたが、1939年（昭和14年）に新潟市立新潟中学校（現在の新潟県立新潟南高等学校）が開校したため、それ以降両校を区別するために「県中｣（けんちゅう）と呼ばれるようになった。
学制改革に伴い新制高校となってからは「県高（けんこう）」と呼ばれるようになったが、県立新潟工業高等学校と新潟市立工業高等学校があり、それぞれ「県工（けんこう）」「市工（いちこう）」という呼び方もあったことから、1970年代頃から徐々に「高」を訓読みにしたいわゆる重箱読みの、現在の呼び名である「けんたか」と呼ばれるようになっていった。
1995年（平成7年）に理数科を設置、2007年度（平成19年度）よりコース制導入により2学級設置となる。
普通科では2年次以降に文系と理系の専攻に進む。
県内の医師不足を懸念する県教委の方針により、理数科では2年次以降に「メディカルコース」と呼ばれる医歯学系の専攻コースと、技術系のサイエンスコースが設置されている。
2013年（平成25年）度から高校独自のデザインである女子制服とカーディガン、Yシャツが制定され、着用が可能になった。

## 設置課程
- 全日制課程
  - 普通科（7学級）
    - 文系
    - 理系

  - 理数科（2学級）
    - メディカルコース（医歯学系・設置：2007年度）
    - サイエンスコース（技術系・設置：2007年度）

### かつて設置されていた設置課程
- 通信制課程（設置：1948年度・廃止：2006年度）

## 特色
新制高校への改組時から制服は男子のみであったが（学生服）、2016年度入学生からは女子も制服での登校が強制されている。
理数科のメディカルコースでは単純な学力強化を図るだけでなく、講演会や現場見学などの年間行事を多く取り入れている。
また、毎年度クラス替えが行われる。
特に、1年から2年への進級時に行われるクラス替えでは、普通科1〜3組が文系、4〜7組が理系に分かれる。
主に選択科目によってクラス替えがなされる。

## 通信制課程（2006年度廃止）の特色
学習指導の充実に重点を置く指導カリキュラムで、自主学習の徹底を図るほか、スクーリング・宿泊研修・学習会などの学校行事を通して活動することが可能。部活動の活動も通信制ながら盛んで、15の部活動が存在した。2003年度には陸上部が定時制・通信制大会の走り幅跳び部門で全国大会優勝を果たしている。進学先も多種多様で、防衛大学校や東海大学、長野大学などの大学や、各種専門学校に進学する生徒が見られた。

## 沿革
- 1892年7月1日 - 新潟縣尋常中學校として創立。
- 1899年4月 - 新潟縣中學校に改称。
- 1900年4月 - 新潟縣新潟中學校に改称。
- 1901年8月 - 新潟縣立新潟中學校に改称。
- 1948年4月1日 - 学制改革により新潟縣立新潟高等學校となる。普通科・通信制を設置。
- 1950年4月1日 - 男女共学開始。
- 1966年 - 昭和41年度入試より中学区制へ移行、入試教科を9教科→5教科へ変更。
- 1992年 - 創立100周年記念式典挙行。
- 1995年4月1日 - 65分授業開始、2学期制導入。理数科を設置。
- 1997年 - 校舎改築に伴い仮校舎に移転・旧校舎取り壊し開始。
- 1999年 - 新校舎竣工、移転作業。
- 2002年 - 創立110周年記念式典挙行。
- 2006年3月31日 - 学校再編の一環で、県立の黒埼高等学校・船江高等学校と共に本校の通信制課程が統合される。通信制の後継は新設された新潟県立新潟翠江高等学校に継承された。
- 2006年4月1日 - 普通科8学級・理数科1学級となる。
- 2007年4月1日 - 理数科を2学級設置とし、コース制を導入する[1]。
- 2011年4月1日 - 普通科を7学級設置とする[1]。

## 校歌
- 『新潟県立新潟高等学校校歌』（作詞：堀口大學・作曲：大和田愛羅）[4]

## 学校行事

### 応援練習
4月に行われる。基本的に1年生が参加するが、最後の合同練習（1回のみ）では2年生も参加する。

### 青陵祭（体育祭）
6月に行われる、新潟高校最大の行事である。
一般的な体育祭に文化祭のエッセンスが加えられたもので、各学年の同数組が1つの連合を結成し計9連合で競争が繰り広げられる。各連合には抽選でそれぞれ色（緑・黒・桃・赤・黄・橙・白・青・紫）が与えられ、各連合はその色を基調に連合創造の主題を考えたりバックの絵を決めたりする。賞は、総合・競技・応援・連合創造・バック・赤とんぼの6部門からなり、それぞれ1〜3位が決められる。獲った賞の順位に応じて連合にあんぱんが配給される。

#### 競技内容
- 綱引き
- 障害二人三脚
- 土嚢運び
- 応援
- 連合創造
  - 各連合がそれぞれ設定したテーマを、踊り、音楽、大道具、小道具を用いて表現するもの。テーマは連合色に基づく事が多い（例：赤→太陽など）
- 騎馬戦
- 連合対抗リレー
- 台風の目
- 借り人競争

### 青山祭（文化祭）
10月に行われる。3年を除き、2年がクラスごとでの出し物、1年はクラスごとステージで出し物をする。文化部の発表の場でもある。
生徒が描いた教員の似顔絵コンクールも行われる。
外部来校者と3年生の投票の結果、最も票を集めたクラスには最優秀賞として青山賞が贈られる。青山賞の景品は菓子パンで、それらを総称して「青パン（読み：さいぱん・青山祭パンの略）」という。

### 球技大会（クラスマッチ）
クラスマッチは12月の後期中間考査後に行われる。種目は1年がバスケットボール、2年がバレーボールで対戦方式はまずグループリーグ内のクラスと総当たりで戦い、その後上位チームで準決勝、決勝並びに三位決定戦を行なう。
試合の間には、先生方によるエキシビションマッチが行われることもある。

### 武道（柔剣道）・ダンス大会
例年2月に実施される。
体育の授業で男子は柔道と剣道のどちらかを選択、女子はダンスを行うこととなるが、この大会では、自らの選択に沿って柔道、剣道、ダンスに分かれてクラス対抗で大会を行う。
なお、女子は自らのクラスの発表時間外に柔道、剣道の試合を観戦することが可能だが、男子はダンスの発表を見に行くことはできない。なお2025年は、この制度を実施しなかった。

### スキー合宿
2月に一年生のみ行われる。2泊3日でスキー場に泊まり、スキーの滑り方を学ぶ。

### 尾瀬研修
一年生の理数科のみ行われる。七月に一泊二日で尾瀬に向かい、尾瀬の自然について学ぶ。

### 修学旅行
二年生の10月頃に四泊五日で奈良・京都に向かい、主に寺社仏閣を訪れる。修学旅行では短歌を詠む。

## 生徒会活動・部活動など

### 運動部
- 陸上部
- 水泳部
- 男子・女子バレーボール部
- 男子・女子バスケットボール部
- 男子・女子ソフトテニス部
- バドミントン部
- サッカー部
- ラグビー部
- 柔道部
- 剣道部
- 山岳部
- フェンシング部
- ボート部
- 男子・女子硬式テニス部
- 空手道部
- 野球部
- 弓道部
- 卓球部
- 応援団

### 文化部
- 放送部
- 茶華道部
- 吹奏楽部
- 物理部
- 生物部
- 地学部
- 囲碁部
- 演劇部
- 園芸部
- 美術部
- 書道部
- 将棋部
- 写真部
- 合唱部
- 生徒会執行部
- 青山部

その他
- クイズ研究会

## 交通・アクセス方法
新潟島の教育機関が多く立地するエリアにあり、近隣には新潟県立新潟商業高等学校や新潟県立新潟中央高等学校などがある。
- JR越後線 白山駅（北口）より徒歩：約15分
- 新潟交通 C3 信濃町線・W1 有明線・W2 西小針線 「新潟高校前」バス停より徒歩すぐ
  - 同バス停には朝時間帯に市内各方面から直通運行される「モーニングライナー」も停車する。
- 新潟交通 C2 浜浦町線 「松波町三丁目」バス停より徒歩：約4分
- 新潟交通 BRT萬代橋ライン 「高校通」バス停より徒歩：約8分

※本校では居住地と学校との距離が片道8kmを超える生徒についてはバイク通学が認められており、在学中にバイクの免許を取得することが可能である。